# Wupatkius semo
Wupatkius semo är en insektsart som beskrevs av Bliven 1956. Wupatkius semo ingår i släktet Wupatkius och familjen Largidae. Inga underarter finns listade i Catalogue of Life.